# Tobakar
Tobakar ali tobačni hrošč (znanstveno ime Lasioderma serricorne) je vrsta hrošča, ki velja za skladiščnega škodljivca, predvsem na tobaku.

## Opis
Odrasli tobakar meri v dolžino med 2 in 3 mm in živijo od 2 do 6 tednov. Odrasli hrošči letijo in se na tak način širijo, vendar se kot odrasli ne prehranjujejo.
Škodljivec so ličinke, ki se prehranjujejo v prvi vrsti s tobakom, tako surovim, kot tudi s tobačnimi izdelki. Poleg tobaka se hranijo tudi s tropinami, ki nastanejo pri stiskanju olja in se uporabljajo za živalsko krmo, žiti in moko, suhim sadjem, posušenimi rastlinami, pa tudi z nekaterimi živalskimi proizvodi.
Samica odloži okoli 100 jajčec neposredno na izvor hrane. Po izleganju se ličinke zavrtajo v notranjost in pričnejo s hranjenjem. Pri temperaturi 37 °C traja razvoj ličink 26 dni, pri temperaturi 20 °C pa 120 dni. Tobakar slabo prenaša mraz. Odrasli hrošči pri 4 °C poginejo v šestih dneh, jajčeca pa pri temperaturah od 0 do 5 °C odmrejo po petih dneh. 
Za tobakarja je značilno, da živi v simbiozi s kvasovkami vrste Symbiotaphrina kochii, ki jih samica prenese na zarod prek jajčec, ki jih ovije s kvasovkami. Kvasovke so nato prisotne tako v telesu ličink, kot tudi v črevesju odraslih hroščev.